# شهرداری شحنه
شهرداری شحنه (به عربی: بلدية الشحنة) یک شهرداری در الجزایر است که در استان جیجل واقع شده‌است. شهرداری شحنه ۸٬۷۸۱ نفر جمعیت دارد.